# Okres przedrzymski na Półwyspie Iberyjskim
Przed najazdem Rzymian i okresem rzymskim, Półwysep Iberyjski zamieszkiwały różne ludy niezjednoczone politycznie, ani gospodarczo. Iberowie byli pod silnym wpływem kultur kolonizatorskich (greckiej, fenickiej, kartagińskiej). Bardziej zbliżali się do grupy kultur indoeuropejskich Celtowie, przybyli między VII i VI w. p.n.e. Osiedlając się na nowych terenach często asymilowali się z tamtejszą ludnością, czego w tym przypadku owocem była kultura celtyberyjska.

Epoka brązu na Półwyspie Iberyjskim, ok. 1500 p.n.e.

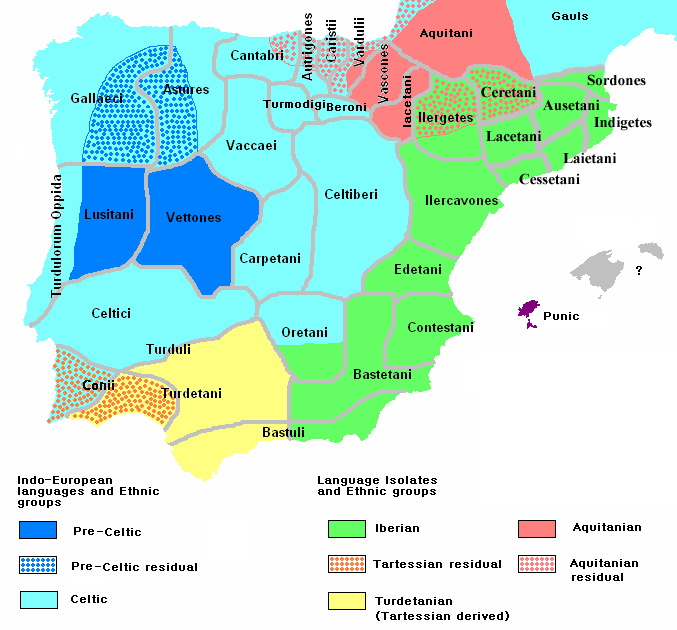
Orientacyjne rozmieszczenie plemion na Półwyspie Iberyjskim ok. 200 p.n.e.

Gospodarka Iberów, zamieszkujących wybrzeża Morza Śródziemnego, opierała się na rolnictwie (zboża, len, winorośl), hodowli (woły, owce, świnie, konie) oraz częściowo na górnictwie. Silnie rozwinięte było tkactwo. Handel - głównie zewnętrzny - zdominowany był przez Greków (centrum handlu na Rodos) i Kartagińczyków (centrum handlu w Kartaginie). Już w tych czasach posługiwano się monetą jako środkiem płatniczym.
Część północną półwyspu zamieszkiwali Celtowie i Celtyberowie, do których wpływy kultur kolonizatorskich docierały w o wiele mniejszym stopniu. Były to ludy o koczowniczym trybie życia, dominowała u nich hodowla, ale znali się też wyśmienicie na metalurgii. W dzisiejszej kulturze baskijskiej i katalońskiej można doszukać się pewnych wpływów celtyckich i celtyberyjskich. 
Północ, a w szczególności północny zachód półwyspu (Galicję) zamieszkiwali celtyccy Gallekowie - twórcy wielu grodów, grodzisk - tzw. castro - otoczonych często kilkoma murami, z domostwami wznoszonymi na planie koła i ze stożkowymi dachami ze słomy. Gallekowie utrzymywali się z hodowli zwierząt, ew. połowu ryb i owoców morza. Byli też wspaniałymi złotnikami. Wzdłuż Gór Kantabryjskich zamieszkiwali m.in. Baskowie oraz kolejne celtyckie plemiona: Asturowie i Kantabrowie.
W zachodniej części płaskowyżu (tzw. Mesety) osiedlił się lud Wettonów - znanych z verracos - rzeźb z motywami zwierzęcymi. Na terenie dzisiejszej Portugalii osiedlili się Luzytanie - głównie hodowcy i górnicy. Środkowe dorzecze rzeki Duero zamieszkiwali Wakceowie - lud typowo rolniczy. 
W południowej części półwyspu mieszkały ludy Turduli oraz Turdetani (zamieszkujący rejon Tartessos). 

## Wpływy Kartaginy
Swoją ekspansję ku Półwyspowi Iberyjskiemu zdecydowali się skierować w 236 p.n.e. Kartagińczycy. Ich przywódca, Hamilkar, zmusił do posłuszeństwa niektóre ludy i zajął kopalnie złota i srebra w górach Morena. Barkidzi, dynastia panująca w ówczesnej Kartaginie, zaczęli tworzyć na terenie półwyspu podstawy nowego imperium kartagińskiego, gdyż skostniały ustrój oligarchiczny Kartaginy uniemożliwiał przeprowadzenie jakichkolwiek reform. Hamilkar aż do swojej śmierci w 229 p.n.e. prowadził kolejne wyprawy na północne i zachodnie części Hiszpanii, czego skutkiem było opanowanie prawie połowy półwyspu. 
Następca Hamilkara, Hazdrubal, rozpoczął jednoczenie gospodarcze i kulturowe opanowanych obszarów. Zbudował miasto Nowa Kartagina, które stało się centrum politycznym i gospodarczym Hiszpanii, a zarazem stolicą "monarchii" Barkidów w Hiszpanii i jednym z najpiękniejszych miast ówczesnego świata. Wraz ze wzrostem potęgi Barkidów w Hiszpanii, rosła zawiść oligarchów i arystokracji kartagińskiej (co uwidoczniło się podczas drugiej wojny punickiej), mimo że stale napływała do Kartaginy należna państwu część dochodów z kopalń.
Hazdrubal podczas konsolidacji swego imperium wprowadził do religii państwowej bogów hellenistycznych i tubylczych, co pomogło mu przeciągnąć na swoją stronę kolonistów greckich z Hiszpanii oraz wodzów miejscowych plemion wraz z ich ludami. To ułatwiło mu bezwzględny wyzysk ludności przy pracach w rolnictwie, rzemiośle i w górnictwie. Stałe zapotrzebowanie na siłę roboczą zaspokajał wyprawami na tereny jeszcze nie opanowane. Chcąc ograniczyć rozwój przeciwników i zabezpieczyć bogate miasto Sagunt przed Hazdrubalem, Rzymianie wysłali poselstwo do Nowej Kartaginy. Efektem było zawarcie w 226 p.n.e. układu, który zabraniał Kartagińczykom przekraczać w ich wyprawach rzekę Iberus (obecnie Iberus utożsamiany jest z rzeką Jucar). Nie zabraniał jednak prowadzić podbojów w innych częściach Hiszpanii.
Gdy do władzy w Kartaginie doszedł Hannibal, zaczął planować wojnę z Rzymem. Jego projekt przewidywał zaatakowanie ich w Italli, do której wojsko miało dotrzeć lądem przez Pireneje i Alpy. Gdy zaprzyjaźniony z Rzymem Sagunt zaatakował jedno z plemion iberyjskich, Hannibal ruszył na miasto i zdobył je po kilkumiesięcznym oblężeniu w 219 r. p.n.e. Gdy odmówił wycofania się z miasta, zapoczątkował drugą wojnę punicką, która zakończyła się klęską Kartaginy. W ramach pokoju, Kartagina straciła wszystkie pozaafrykańskie posiadłości (w tym i Półwysep Iberyjski), prawie całą flotę oraz 10 tys. talentów kontrybucji. 
Utrata wpływów przez Kartaginę oznaczała początek ekspansji rzymskiej, a wkrótce rozpoczęcie okresu rzymskiego na Półwyspie Iberyjskim. 